# 巴拉諾維奇州

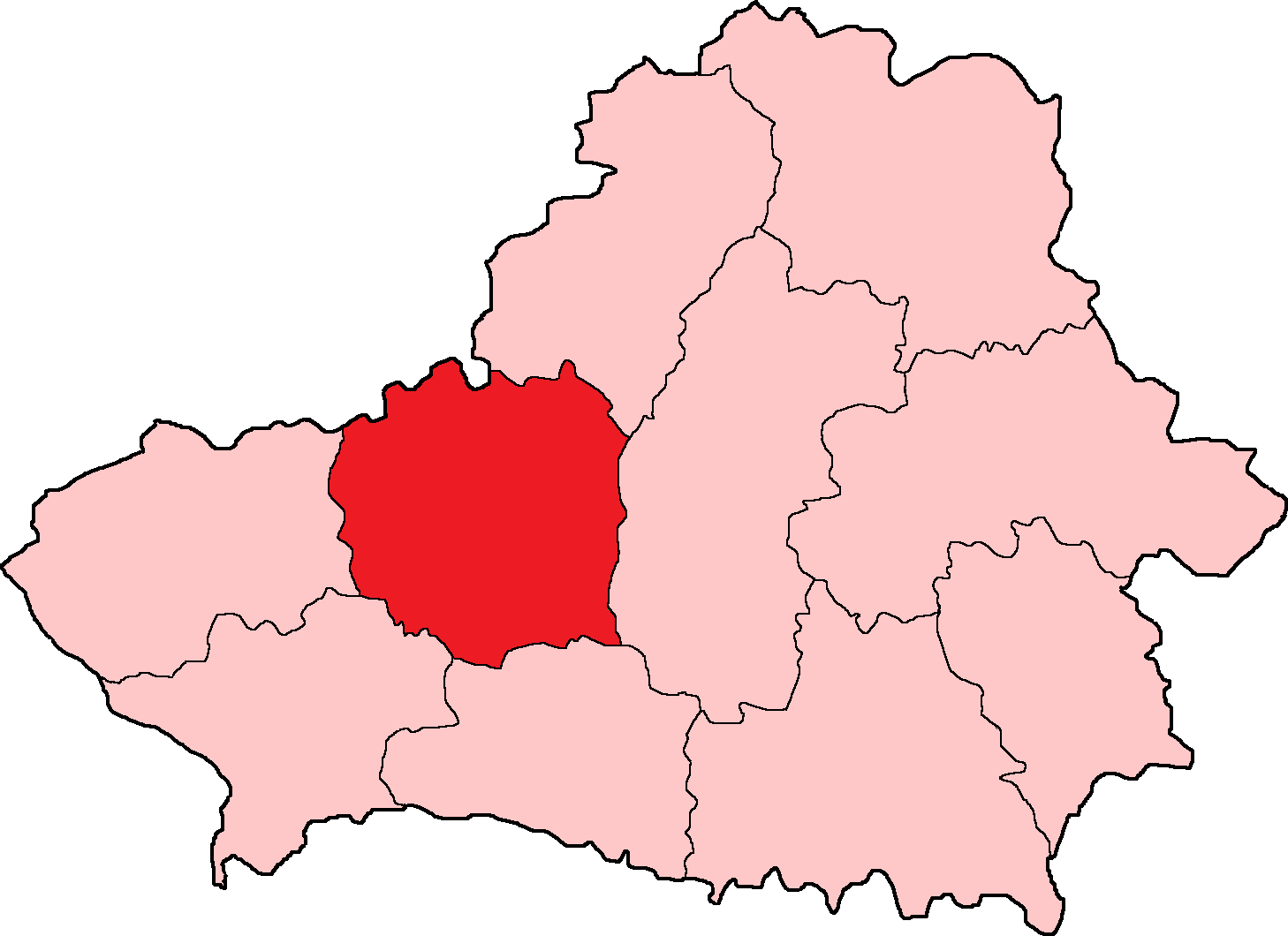
1940年的巴拉諾維奇州

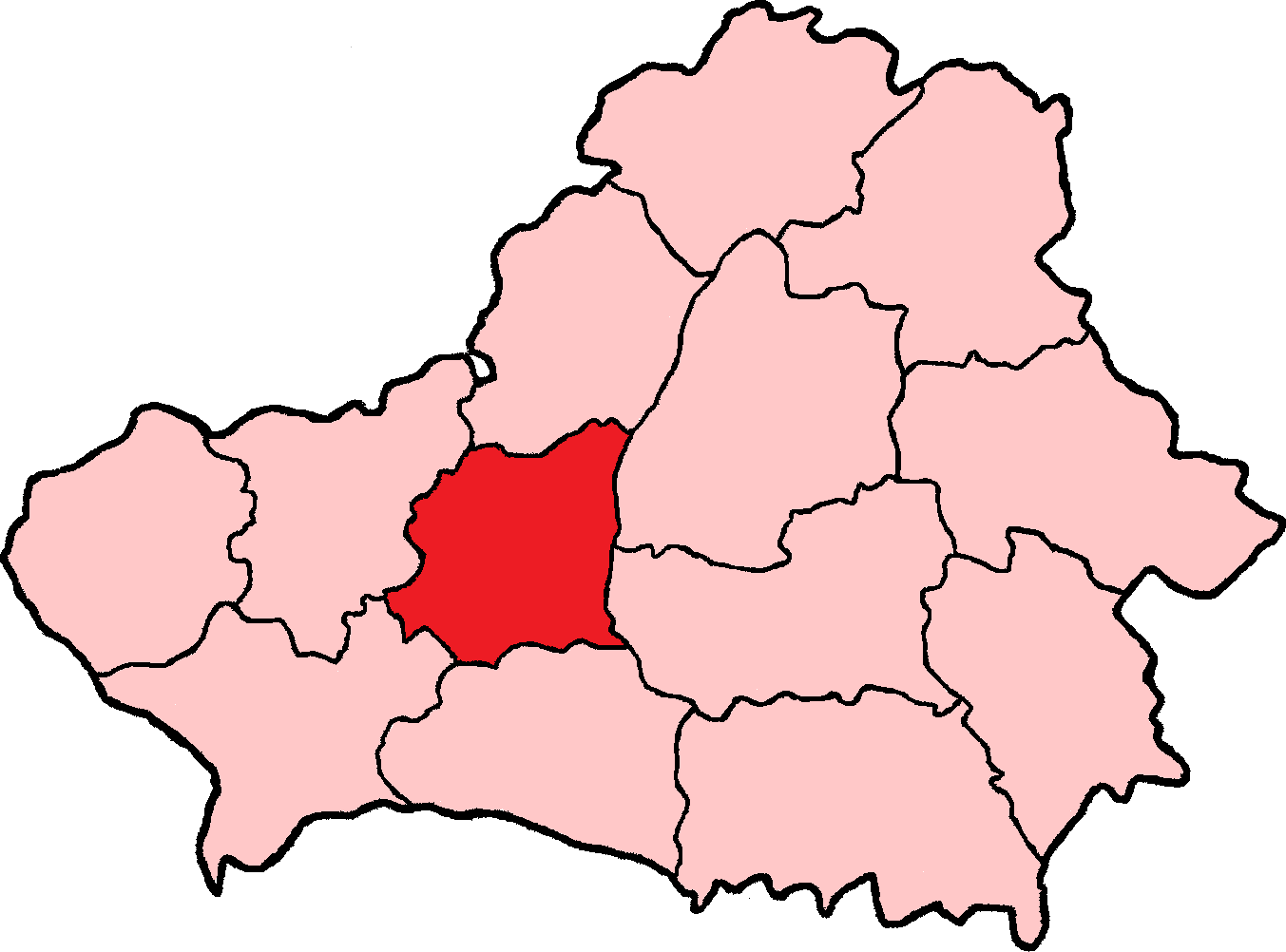
1944年的巴拉諾維奇州

巴拉諾維奇州是蘇聯白俄羅斯蘇維埃社會主義共和國的一個州，位於該加盟共和國的西部。前身是1939年11月2日建立的新格魯多克州。首府巴拉諾維奇。下分26縣。
1939年12月4日州府由新格魯多克遷至巴拉諾維奇。州名亦隨之更改。1944年部份轄地讓予莫洛傑奇諾州和格羅德諾州。1954年1月8日被撤銷，轄地分別歸莫洛傑奇諾州、格羅德諾州、明斯克州和布列斯特州。